# London Stone

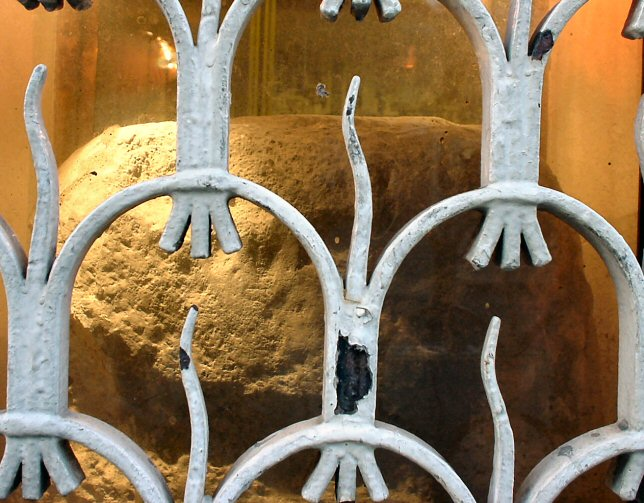
Close-up van steen

De London Stone is een steen van historisch belang die zich nu bevindt in een nis aan de buitenkant van Cannon Street 111 in hartje Londen.

## Beschrijving
De steen meet ongeveer 53 bij 43 bij 30 centimeter, maar er wordt gedacht dat hij oorspronkelijk aanzienlijk groter was.
Het is een oöliet, een soort gesteente dat van nature niet in Londen voorkomt. De dichtstbijzijnde vindplaats is in het graafschap Kent.

## Legenden
De steen wordt ook wel de "Stone of Brutus" genoemd, naar Brutus van Troje, die volgens legenden rond 1000 voor Christus Londen gesticht zou hebben. De steen zou onderdeel zijn geweest van een door Brutus gebouwd altaar en enigszins vergelijkbaar met de raven van de Tower of London wordt gezegd dat de stad veilig is zolang de steen veilig is.
Ook wordt verhaald dat de steen bij een steencirkel op Ludgate Hill hoorde en zelfs dat Koning Arthur het zwaard Excalibur uit deze steen zou hebben getrokken.

## Geschiedenis
De eerste geschreven verwijzing naar de steen staat in een boek dat toebehoorde aan Athelstan van Engeland, koning in de 10e eeuw. In een lijst van bezittingen vallende onder de Kathedraal van Canterbury worden sommige objecten aangeduid als "near unto London Stone". In 1198 werd de steen op kaarten aangeduid als "Lon(d)enstane". De eerste burgemeester van Londen, die rond die tijd diende, heette Henry Fitz-Ailwin de Londonestone, hoewel dat ook zou kunnen slaan op het stenen huis dat hij bezat (op een moment dat de meeste huizen nog van hout waren). Walter George Bell speculeerde in 1920 dat de steen alleen maar een overblijfsel van Henry's huis is en niets te maken heeft met het Londen van voor de 12e eeuw.
Er zijn geen aanwijzingen dat de steen al in de Middeleeuwen een bijzondere symbolische waarde had, alhoewel rebellenleider Jack Cade in 1450, tijdens de opstand tegen Hendrik VI, met zijn zwaard tegen de steen sloeg en zichzelf tot heer van de City uitriep.
Er werd in de 17e en 18e eeuw gespeculeerd dat de steen een "milliarium" was, het beginpunt van afstandsmetingen in de Romeinse provincie Britannia, of een door druïden aanbeden object, maar de consensus is nu dat hier geen bewijzen voor zijn.

## Locatie

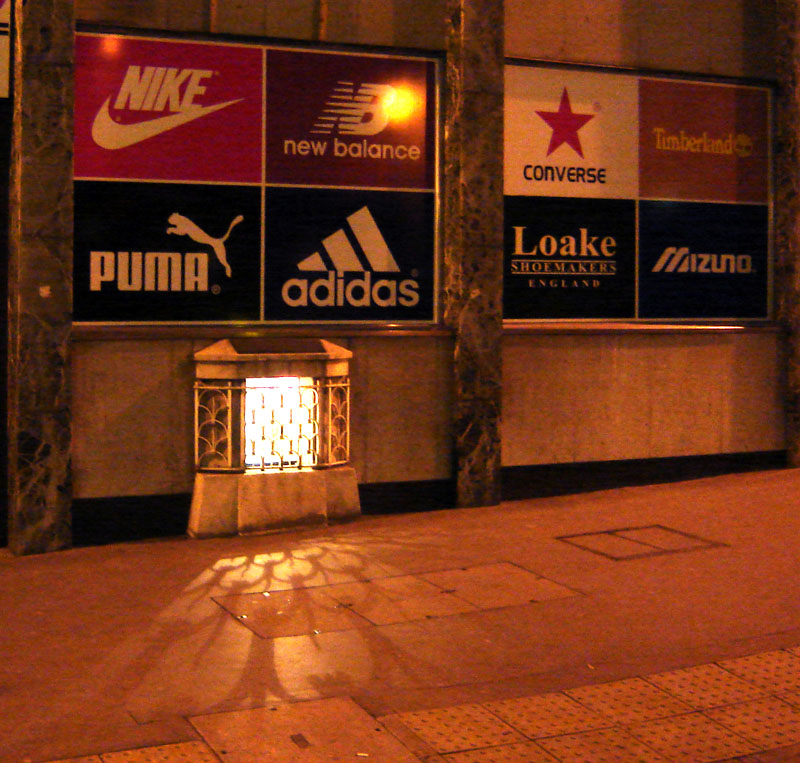
Nis aan buitenkant van Cannon Street 111

De steen bevond zich aanvankelijk in het midden van Cannon Street, naast St Swithin's Church. Later werd de steen als een verkeersobstakel gezien en daarom meerdere keren verplaatst. In de Tweede Wereldoorlog werd de kerk zwaar beschadigd door een bombardement, en in 1962 werd de kerk afgebroken en vervangen door een kantoorgebouw. De steen bevindt zich nu achter een rooster op stoephoogte in de buitenmuur van dit gebouw (Cannon Street 111).
De steen en de beschermende structuur eromheen werden op 5 juni 1972 een "Grade II* listed structure".